# Prusice (Złotoryja)
Pour les articles homonymes, voir Prusice.
Prusice est une localité polonaise de la gmina et du powiat de Złotoryja en voïvodie de Basse-Silésie.